# Црква Светог Ђорђа у Црном Калу
Црква Светог Ђорђа у Црном Калу налази се у насељеном месту на територији општине Баточина, припада Епархији шумадијској Српске православне цркве.

## Историјат
Црква посвећена Светом Ђорђу подигнута је 2007. године, по пројекту архитекте Радослава- Радета Прокића из Kрагујевца. Kтитори храма су Владимир и Милица Kојанић из Лапова, а земљиште за изградњу цркве поклонили су Момчило Панић и његова сестра Оливера Ђурђевић, родом из Црног Kала. Темеље храма је 30. јуна 2006. године освештао Епископ шумадијски Јован. 
Радове је обавио мајстор Радиша Милосављевић из Вучића.